# Michele Falco
Michele de Falco, často jen Michele Falco, pseudonym Melfiche Cola, (1688 Neapol – po roce 1732 tamtéž) byl italský hudební skladatel. Jeden z průkopníků žánru opera buffa

## Život
Michele Falco se narodil v Neapoli kolem roku 1688. Patrně byl sirotek nebo nemanželské dítě, neboť v letech 1704–1712 studoval hudbu na konzervatoři sv. Onofria Kapuánského (Neapolitan Conservatorio di Sant'Onofrio a Porta Capuana), což byla původně charitativní instituce pro výchovu sirotků a opuštěných dětí. Protože v téže době působil na této konzervatoři i skladatel Nicola Fago, lze předpokládat, že byl jeho žákem. Již během studia debutoval Falco jako operní skladatel v roce 1709 buffo-operou Lo Lollo pisciaportelle na libreto Nicoly Orilii psané v neapolském dialektu. Další operu, Lo Masillo, komponoval na libreto téhož autora společně s Nicolou Fago (Falco je autorem 2. jednání). V témže roce měla v Messině premiéru i jeho další opera I rivali generosi na text Apostoloa Zena.
V roce 1712 Falco vstoupil do Congregazione del Monte dei musici a v roce 1716 byl zvolen jedním z jejích představitelů. V témže roce byl jmenován kapelníkem a varhaníkem v neapolském kostele sv. Jeronýma (chiesa di S. Girolamo).
Od roku 1717 se všechny jeho opery hrály v divadle Teatro dei Fiorentini. U příležitosti narozenin císaře Karla VI. se ve velkém sále královského paláce hrála jeho opera Armida abbandonata komponovaná na libreto Francesca Silvaniho. V hlavní roli vystoupila slavná zpěvačka Marianna Bent Bulgarelli, přezdívaná Romanina.
V roce 1723 skladatel složil klášterní sliby a přestal psát pro divadlo. Poslední písemná zmínka o Michele Falcovi je z roku 1732, kdy rezignoval na funkci v kongregaci. V tomto roce také z největší pravděpodobností zemřel.

## Dílo

### Opera buffa
- Lo Lollo pisciaportelle (libreto Nicola Orilia, 1709 Neapol)
- I rivali generosi (libreto Apostolo Zeno, 1712 Messina)
- Lo Masillo (libreto Nicola Orilia, pouze 2. jednání, 1. a 3. akt je dílem Nicola Fago, 1712 Neapol)
- Lo 'mbruoglio d'ammore (libreto Aniello Piscopo, 1717 Neapol, Teatro dei Fiorentini)
- Lo castiello sacchejato (libreto Francesco Oliva, 1720 Neapol, Teatro dei Fiorentini)
- Le pazzie d'ammore (libreto Francesco Antonio Tullio; De Falco je uveden pod pseudonymem Cola Melfiche, 1723 Neapol, Teatro dei Fiorentini)

### Další skladby
- Armida abbandonata, dramma per musica (libreto Francesco Silvani, 1719 Neapol)
- Intermezzo pro operu Il Siface Nicola Porpory (1726 Milán, 1730 Řím)
- 3 chrámové skladby

Rukopisy všech jeho děl jsou považovány za ztracené.